# Club Balonmano Pereda
El Club Balonmano Pereda es un club de balonmano con sede en la ciudad de Santander, Cantabria, fundado en el año 1994, y cuyo primer equipo masculino milita en la Primera División Nacional de balonmano y el femenino en la División de Honor Plata femenina de balonmano.

## Historia
Fue creado en marzo de 1994. Se trata de una entidad sin ánimo de lucro nacida con el fin de cubrir las actividades extraescolares del Instituto José María Pereda de Santander, fomentando y desarrollando actividades sociales y deportivas como alternativa al tiempo de ocio de niños y jóvenes y enfocándolo desde su pasión con el balonmano.
Se comenzó con un equipo juvenil de simpatizantes del histórico Balonmano Cantabria. Actualmente, cuenta de 350 deportistas bajo la responsabilidad deportiva de más de 30 técnicos y la coordinación desde una Junta Directiva que tiene como valores la responsabilidad y el compromiso, presidida por Valentín Pastor y por antiguos miembros del histórico Clubasa. 
En las últimas temporadas los logros deportivos suman títulos absolutos de Cantabria, fases de sectores nacionales ganadas, equipos entre los ocho mejores de España. El primer equipo femenino juega en la División de Honor Plata y en la temporada 2017/2018, disputó, por primera vez en su historia, la fase de ascenso a la Liga Iberdrola - División de Honor. El resto de equipos milita en todas las categorías restantes (1ª Nacional, juvenil, cadete, infantil, alevín, benjamín y minibenjamín); el primer equipo masculino compite en 2ª Nacional.
El Club Balonmano Pereda ha conseguido los logros deportivos más importantes por una entidad deportiva de balonmano en Cantabria en los últimos años de este deporte en nuestra región, especialmente en categoría femenina. El patrocinador oficial del club es la Universidad Europea del Atlántico y la entidad financiera Liberbank.
La sede principal del club se encuentra en el Pabellón del IES José Mª Pereda de Santander y tiene implantada diferentes escuelas en el Colegio Cisneros, Colegio Manuel Llano y Colegio Dionisio García Barredo.
La sección masculina hace historia en el mes de mayo de 2019 tras lograr su primer equipo el ascenso deportivo a la Primera Nacional de España, tercera categoría del balonmano nacional, poniendo un broche de oro a la temporada en la que el Club Balonmano Pereda celebró sus bodas de plata. En agosto de 2019, el BM Pereda se convierte en el filial del Balonmano Sinfín, máximo representante del balonmano cántabro que disputa la Liga Asobal.

## Competición nacional femenina
La andadura del Club Balonmano Pereda en la División de Honor Plata comenzó el 17 de mayo de 2015, fecha en la que vencieron al SA Redondela por 24-23 en un sector disputado en el Pabellón de Numancia de Santander. 
En su primera temporada, la 2015/2016, la escuadra santanderina quedó encuadrada en el Grupo A y finalizó en una más que notable 4ª plaza en el año de su debut.
La siguiente temporada, la 2016/2017, una diferencia de goles con el BM. Gijón impidió a las de Santi Abascal disputar por primera vez unas eliminatorias de ascenso. El equipo finalizó tercero, empatado a puntos con el segundo.
Su tercera temporada en la categoría de plata, la 17/18, vendría aparejada con un cambio de grupo, pasando a formar parte del Grupo B en el que se encontraba el máximo favorito, Logroño Sporting La Rioja. Esta vez la escuadra santanderina sí que acabaría disputando la eliminatoria de play-off de ascenso por primera vez en su historia, al acabar la fase regular en 2ª posición. En el camino por entrar en la Final Four por el ascenso se cruzaría el Cleba León BM que vencería al equipo colegial en ambos partidos.
En la temporada 2018/2019, el CB Pereda acabaría la fase regular en 3ª posición en un final de temporada donde la falta de fuelle fue lo que le llevó a quedarse fuera de la lucha por las dos plazas de play-off a la Liga Guerreras Iberdrola.
En la temporada 2019/2020 hasta la paralización de la competición por el Covid19, el conjunto santanderino lideraba la clasificación del Grupo B, con tan solo 2 derrotas, las dos a domicilio (Gurpea Beti-Onak y Schär Zaragoza) y habiendo superado a su máximo rival y favorito, el todopoderoso Grafometal La Rioja tanto en Logroño (20-27), como en Santander (26-19). 
El 4 de mayo de 2020 la Comisión Delegada de la Real Federación Española de Balonmano aprobó el ascenso del CB Pereda a la élite del balonmano femenino nacional, la Liga Guerreras Iberdrola.
El 16 de octubre de 2020, el primer equipo del Balonmano Pereda logró su primera victoria de la historia en la Liga Guerras Iberdrola (División de Honor), ante el Lanzarote Puerto del Carmen por 24-21. El partido fue retransmitido en directo a toda España a través del canal Teledeporte. Esa temporada el equipo descendió de categoría y en la temporada 2021-22 disputó la División de Honor Plata femenina de balonmano.